# 1648
Năm 1648 (số La Mã: MDCXLVIII) là một năm nhuận bắt đầu từ ngày thứ tư trong lịch Gregory (hoặc một năm nhuận bắt đầu vào thứ Bảy của lịch Julius chậm hơn 10 ngày).

## Sự kiện

### Tháng 2
- Trịnh-Nguyễn phân tranh: Trịnh Tráng sai tướng Lê Văn Hiểu đem quân đánh Nam Bố Chính và cửa Nhật Lệ.

### Tháng 3
- Nguyễn Phúc Tần kế vị chúa Nguyễn, tức Chúa Hiền.

### Tháng 5
- Trịnh Thành Công vây đánh Chương Châu.

### Tháng 7
- Tướng nhà Thanh là Mân Chiết tổng đốc Trần Cẩm và Tịnh Nam tướng quân Trần Thái tấn công Đồng An.

## Sinh
- 1 tháng 1 - Elkanah cư, nhà văn người Anh (mất 1724)
- 23 tháng 2 - Arabella Churchill, tình nhân của James II của Anh (mất 1730)
- 4 tháng 4 - Grinling Gibbons, nhà khắc gỗ Hà Lan (mất 1721)
- 7 tháng 4 - John Sheffield, 1 Công tước xứ Buckingham và Normanby, người Anh và nhà thơ (mất 1721)
- 9 tháng 4 - Henri de Massue, Marquis de Ruvigny, 1 Viscount Galway, người lính Pháp và ngoại giao (mất 1720)
- 13 tháng 4 - Jeanne Marie de la Motte Bouvier Guyon, nhà thần bí Pháp (mất 1717)
- 26 tháng 4 - King Peter II của Bồ Đào Nha (mất 1712)
- 9 tháng 8 - Johann Michael Bach, nhà soạn nhạc người Đức (mất 1694)
- 15 tháng 12 - Gregory King, nhà thống kê người Anh (mất 1712)